# Славянский бульвар
Славя́нский бульва́р — бульвар в Западном административном округе города Москвы на территории района Фили-Давыдково.

## Описание
Бульвар проходит параллельно Кутузовскому проспекту, соединяя Давыдковскую и Кременчугскую улицы. Нумерация домов начинается от Давыдковской улицы.
Бульвар представляет собой однополосную двухстороннюю дорогу и узкую полоску зелёных насаждений между Кутузовским проспектом и этой дорогой. Притом часть бульвара, прилегающая к Кутузовскому проспекту, отведена под лёгкие крытые гаражи (в 2015 году гаражи были демонтированы, на их месте оборудована бесплатная стоянка для автомобилей).

## Застройка 1968—1972 годов
Бульвар застраивался в 1968—1972 годы по единому проекту архитекторов А. Афанасьева, Е. Раевской, А. Часова, инженера Ю. Аврутина и других. Был создан комплекс из 4 многоэтажных вертикальных башен и 4 горизонтальных 13-этажных корпусов, последовательно вытянутых вдоль бульвара и создающих панораму Кутузовского проспекта в этом районе. За строительство этого комплекса коллектив авторов был удостоен премии Совета Министров 1973 года.
Во встроенно-пристроенных к 13-этажным жилым домам торговых предприятиях разместились магазин «Гастроном», кафе «Славянка» с магазином «Кулинария» (сейчас универсамы «Перекрёсток», «ВкусВилл» и магазин японской кухни «Якитория-Бенто»), универмаг «Минск» (сейчас супермаркет бытовой электроники «М.Видео» и магазин «Магнит»), и «Хозяйственный» магазин самообслуживания (сейчас магазин «Спортмастер»). Жилая часть домов расположилась на большой платформе, её отделили от магазинов технических этажом. Перед торговыми предприятиями устроили зелёные партеры и стоянки для автомашин.
Склады магазинов были предусмотрены в подвальных этажах. Их загрузка осуществлялась через туннели под пристроенной частью магазина. В результате создавалась автономность эксплуатации торговых и жилых частей здания.
Торговые залы занимали всю 23-метровую ширину первых этажей и имели двухстороннее дневное освещение, так как витрины выходили как на Славянский бульвар, так и внутрь квартала. Обращённые к магистрали витражи протянулись вдоль фронта каждого магазина более чем на 100 м.

## Застройка и реконструкция в наше время
В настоящее время идёт активная застройка и реконструкция улицы. На месте старых снесённых домов появились новые высотные дома, некоторые из которых можно отнести к категории долгостроя. В начале улицы построен многофункциональный торгово-развлекательный центр, ввод которого был запланирован на конец 3-го квартала 2015 года, но открытие периодически откладывалось на более поздние сроки. Открытие состоялось 25 августа 2016 года. На проходящем вдоль улицы Кутузовском проспекте прошла его реконструкция с расширением, а также построен под ним новый подземный переход взамен устаревшего и не справлявшегося с потоком людей.
В 2020 году была открыта железнодорожная платформа «Славянский бульвар». Станция расположена не на самом бульваре, а на Смоленском направлении рядом с одноимённой станцией метро.
На Славянском бульваре в 2013 году планировалась реконструкция с вводом одностороннего движения (движение от Давыдковской до Кременчугской улицы) и расстановкой на столбах соответствующих дорожных знаков, однако проект был заморожен. Бульвар стал односторонним в рамках реконструкции с июля 2022 года.

## Происхождение названия
Бульвар назван 2 августа 1966 года «в честь братских славянских народов, вставших на путь социалистического строительства».

## Транспорт

### Ближайшая станция метро
Ближайшей станцией метро является станция  Славянский бульвар. Изначально планировалась, что станция будет построена между бульваром и Кутузовским проспектом, был даже частично вырыт котлован под станцию. Однако затем проект был изменён и станция расположилась на противоположной стороне Кутузовского проспекта по отношению к бульвару. В результате станция метро «Славянский бульвар» непосредственного выхода на Славянский бульвар не имеет.

### Железнодорожный транспорт
Платформа  Славянский бульвар является ближайшей по отношению к Славянскому бульвару. Платформа была открыта в 2020 году.

### Наземный транспорт
- По бульвару проходят маршруты автобусов № 104, 329, 341, 641, 732.
- На Кутузовском проспекте расположена остановка «Метро „Славянский бульвар“» (до открытия метро называлась «Давыдково») городских автобусов № 104, 157, 157к, 231, 622, 840, Sk, н2 и автобусов Московской области № 139, 301, 339, 442, 454, 477, 818.
- В начале Староможайского шоссе расположена остановка «Метро „Славянский бульвар“», которая была введена после расширения Кутузовского проспекта, для автобусов № 77, 103, 325, 329, 341, 464 и 641.

#### Маршруты городского транспорта
| 77:                                                  | Матвеевское • Матвеевская • Давыдково • Славянский бульвар                                                                                         |
| 103:                                                 | 23-й квартал Новых Черёмушек • Новые Черёмушки • Университет • Ломоносовский проспект • Минская • Славянский бульвар • Аминьевская • Яблоневый сад |
| Ошибка: маршрут А 104 не описан в модуле НОТ Москвы. | |
| 157:                                                 | Беловежская улица • Славянский бульвар • Парк Победы • Кутузовская • Киевский вокзал                                                               |
| 157к:                                                | Беловежская улица • Славянский бульвар |
| 231:                                                 | Беловежская улица • Славянский бульвар • Филёвский парк                                                                                            |
| 325:                                                 | Ломоносовский проспект • Раменки • Мичуринский проспект • Аминьевская • Матвеевская • Славянский бульвар                                           |
| 329:                                                 | Тропарёво • Юго-Западная • Озёрная • Аминьевская • Матвеевская • Славянский бульвар • Давыдково                                                    |
| 341:                                                 | Матвеевское • Славянский бульвар • Давыдково |
| 464:                                                 | Молодогвардейская улица — МКАД • Молодёжная • Кунцевская • Кунцевская • Славянский бульвар • Минская • Ломоносовский проспект • Университет        |
| 622:                                                 | Озёрная • Давыдково • Славянский бульвар • Парк Победы • Киевский вокзал                                                                           |
| 641:                                                 | Аминьевская • Славянский бульвар • Кременчугская улица                                                                                             |
| Ошибка: маршрут А 840 не описан в модуле НОТ Москвы. | |
| н2:                                                  | Беловежская улица • Славянский бульвар • Парк Победы • Кутузовская • Арбатская • Библиотека имени Ленина • Охотный Ряд • Лубянка • Китай-город     |

«→» — остановки проходятся только при движении в прямом направлении; «←» — остановки проходятся только при движении в обратном направлении.